# Вильгельм, Фридрих Христианович
Фридрих Христианович Вильгельм (27 мая 1900, село Рождественка, Акмолинский уезд, Акмолинская область, Степное генерал-губернаторство, Российская империя — 30 мая 1976, Астраханский район, Целиноградская область, Казахская ССР, СССР) — председатель сельскохозяйственной артели «Путь Сталина» Акмолинского района Акмолинской области, Казахская ССР. Герой Социалистического Труда (1957).

## Биография
Родился в 1900 году в крестьянской семье в селе Рождественка (сегодня — село Кабанбай батыр) Акмолинского уезда.
Окончил 4 класса местной начальной школы. С 1914 года до Гражданской войны батрачил у зажиточных крестьян.
В июле — ноябре 1919 года служил в антибольшевистских войсках. В ноябре 1919 года вступил в Красную Армию. Участвовал в Гражданской войне. В декабре 1922 года получил ранение, после которого получил инвалидность. С декабря 1923 года вернулся к гражданской жизни.
Трудился в личном хозяйстве. Избирался в сельсовет. С 1928 года был завхозом в детском саде. В 1931 году избран председателем сельскохозяйственной артели «Путь Сталина» (позднее — колхоз «Путь Сталина», в последующем — колхоз имени Тельмана) Новочеркасского района (позднее — Акмолинский район, с 1964 года — Астраханский район). С 1937 года — член ВКП(б). За выдающиеся трудовые показатели по урожайности зерновых в 1947 году награждён Орденом Трудового Знамени.
В 1954 году труженики артели стали осваивать целинные земли. За три года было распахано 15,5 тысячи гектаров целины. В 1956 году артель сдала государству около 100 тысяч центнеров зерновых. Эти трудовые результаты превысили показания 1953 года в 4,5 раза. Указом Президиума Верховного Совета СССР от 11 января 1957 года удостоен звания Героя Социалистического Труда за «особо выдающиеся успехи, достигнутые в работе по освоению целинных и залежных земель, и получение высокого урожая» с вручением ордена Ленина и золотой медали «Серп и Молот» (№ 6971).
Посзднее после реогранизации артели руководил колхозом «Путь Сталина» (позднее — имени Тельмана, с 1961 года — колхоз «Октябрь»). Руководил колхозом до выхода на пенсию в 1959 году.
Избирался депутатом Акмолинского областного и Новочеркасского районного Советов депутатов трудящихся.
Проживал в Новочеркасском районе. С 1960 года — персональный пенсионер союзного значения.
Умер 30 мая 1976 года.
Награды
- Герой Социалистического Труда
- Орден Ленина
- Орден Трудового Красного Знамени (29.03.1948)
- Медаль «За освоение целинных земель» (20.10.1956)